# 第一次世界大战中的战俘

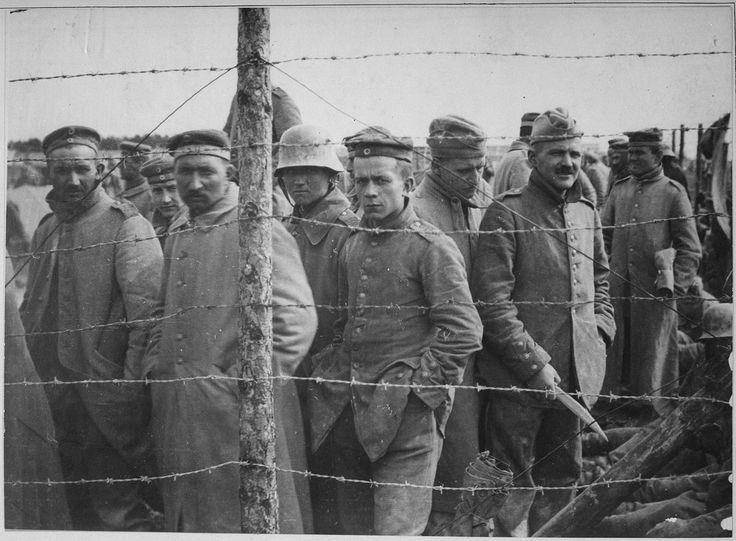
一战后期被关押在法国战俘营的德国士兵

第一次世界大战期间，约有 700-900 万士兵投降并被关押在战俘营。约 10%（约 750,000 人）在战俘营中死亡。
虽然同盟国的盟军战俘在实际敌对行动结束后很快就被送回国，他们中的许多人一直在法国法国等地但同盟国的盟军战俘却没有得到， 被迫从事强迫劳动，直到1920年。

## 关键统计数据
第一次世界大战期间，约有 660 万至 900 万士兵投降并被关押在战俘营。
俄罗斯损失的 25-31%（占被俘、受伤或死亡人数的比例）为战俘，奥匈帝国为32%，意大利为26%，法国为12%，德国为 9%，英国为7%。协约国军队的战俘总数约为 140 万（不包括俄罗斯，俄罗斯有 250-350 万士兵被俘）。同盟国约有 330 万士兵成为战俘；战俘的存活率一般他们中的大多数向俄罗斯投降。
所有国家都承诺遵守《海牙公约》，公平对待战俘，（但并非总是）远高于前线战斗人员。战俘和平民都经常挨饿。投降的士兵并不总是被当作战俘，因为他们有时会被占上风的军队枪杀。 奥意前线以及保加利亚、俄罗斯、罗马尼亚和奥斯曼帝国的情况最糟糕。

#### 死亡率
对总死亡率（战争期间死亡的战俘人数）的估计通常在 75 万之间，而据报道，这一数字在总数的 8.7% 至 10%（取决于对这场冲突中战俘总数的估计）。
总体而言，死亡人数包括 478,000 名奥匈帝国战俘，122,000 名德国战俘，以及 38,963 名在德国的法国战俘。战俘死亡人数为 411,000 人（其中大部分为奥匈帝国战俘），奥匈帝国战俘 350,000 人中，意大利战俘超过 100,000 人死亡。
被同盟国囚禁的俄罗斯人中，约有 8%死亡。据估计，德国囚犯的死亡率在 3.5% 到 5% 之间。奥地利的死亡率更高，为 7%。
盟军关押的德国战俘的死亡率估计为 12.4%。法国关押的所有战俘的死亡率估计在 5.3%（所有战俘）到 9.4%（德国战俘）之间。俄罗斯战俘的总体死亡率估计为 15-20%；更具体的估计是 17.6% 和 37% 的德国战俘。其他盟国关押的德国战俘的死亡率也有很大差异，据报道美国为 1.92% ，英国为 3.03%，法国为 9.4%，俄罗斯为 37%，罗马尼亚为 39% 。
国家结构欠发达、粮食短缺以及交战国之间有敌对历史的国家，死亡率较高。这些差异主要是由于物质条件的差异，也由于平均囚禁时间的差异：美国囚禁时间较短，法国囚禁时间较长，法国在 1920 年初释放了最后一批囚犯，而俄罗斯由于内战而受阻的遣返工作一直持续到 1922 年。俄罗斯的高死亡率主要是由于气候条件、当局面对意外涌入的囚犯准备不足（战争开始时缺乏住宿），而不是由于想要迫害；意大利囚禁人员因营养不良而死亡；奥地利囚禁人员因意大利政府拒绝提供救济而遭受极度粮食短缺。

## 生活条件
战俘营的条件总体上是令人满意的（比第二次世界大战时好得多 ），部分归功于国际红十字会的努力和中立国的检查。

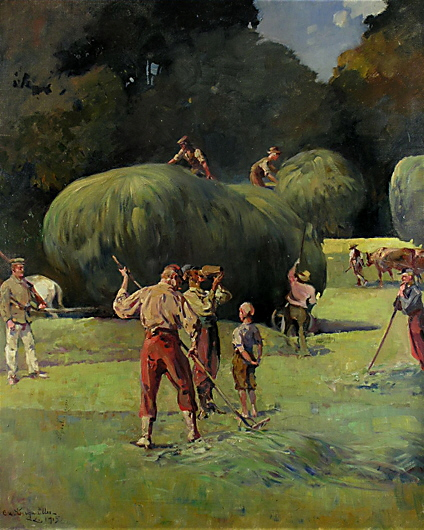
1915年描绘德国战俘收割干草的画作

营地条件各不相同。虽然从事农业劳动的人过得不错，但其他形式的工作对战俘来说却很危险，比如在法国贝尔塘附近挖掘罗夫隧道、1919 年在法国战场上扫雷，这些工作与俄罗斯古拉格在彼得格勒至摩尔曼斯克铁路施工现场的扫雷工作相当。然而，这种极端情况并非出于惩罚的动机，而是由于当局的无组织和疏忽。《海牙公约》第 7 条规定“对战俘的食物、衣服和床上用品的待遇应与俘虏他们的政府军队的待遇相同”。事实上，战俘的口粮由每个国家的供应决定。受盟军封锁影响的同盟国（德国和奥匈帝国）的战俘与其他人一样遭受饥饿之苦。法国战俘从家人那里得到包裹，这缓解了他们的短缺。从 1916 年 7 月起，法国政府每周向每名囚犯提供 2公斤面包。 得不到这种援助的俄罗斯囚犯尤其受苦。在法国和英国，这些国家几乎没有受到短缺的影响，囚犯的口粮仍然比较令人满意。囚犯们受到流行病、斑疹伤寒和霍乱的袭击，尤其是在战争开始时，当时正值对俄罗斯和德国意外涌入的难民毫无准备的时期。后来，卫生条件有所改善。

## 战俘营位置

### 加拿大的战俘
更多信息：乌克兰裔加拿大人被拘留
本节摘录自《加拿大第一次世界大战战俘营列表》。[编辑]
第一次世界大战期间，加拿大各地共有 24 个已知的战俘营。被捕并关押在拘留营中的族裔群体包括奥匈帝国人（大部分是乌克兰人）和德国人。奥匈帝国囚犯主要是来自乌克兰、塞尔维亚部分地区、捷克共和国和斯洛伐克的加拿大居民。由于乌克兰、塞尔维亚部分地区、捷克共和国和斯洛伐克当时是奥匈帝国的省份，许多人仍然拥有奥匈帝国国籍，被视为常驻敌国侨民。例如，威廉·多斯托克 (William Dostock) 于 1910 年从奥匈帝国移民到加拿大，但尚未入籍，1915 年至 1920 年间被作为敌国侨民拘留。

### 德意志帝国的战俘
更多信息：第一次世界大战中的德国战俘营
本节摘录自《第一次世界大战期间德国战俘的拘留条件》
从战争一开始，德国当局就面临着意想不到的囚犯涌入。1914 年 9 月，125,050 名法国士兵和 94,000 名俄罗斯士兵被俘。1915 年之前，德国的拘留条件非常恶劣，住宿条件很差，基础设施匮乏。囚犯睡在机库或帐篷里，挖洞取暖。被征用来作为拘留场所的潮湿堡垒导致了大量肺部疾病病例。德国当局还征用了学校、谷仓和其他各种类型的庇护所。在农村和城镇附近设立了营地，当霍乱或斑疹伤寒疫情威胁到平民时，这些营地就会产生影响。
并非所有的集中营都位于德国领土上。有一定数量的集中营建在被占领区，特别是在法国北部和东部。这些集中营从 1915 年开始建设，当时在德国关押的囚犯人数达到 652,000 人。根据官方规定，每个囚犯必须使用 2.5 平方米的空间。 里住着许多不同国籍的人：法国、俄罗斯、英国、美国、加拿大、比利时、意大利、罗马尼亚、塞尔维亚、黑山、葡萄牙和日本囚犯，还有希腊人和巴西人。同样，不同社会出身的士兵也混在一起：工人、农民、官僚和知识分子都在被关押者之列。囚犯数量迅速增加。从 1915 年 2 月到 8 月，囚犯人数从 652,000 人增加到 1,045,232 人。 1916 年 8 月，人口达到 162.5 万人，到 1918 年 10 月则跃升至 241.5 万人。

### 奥斯曼帝国的战俘

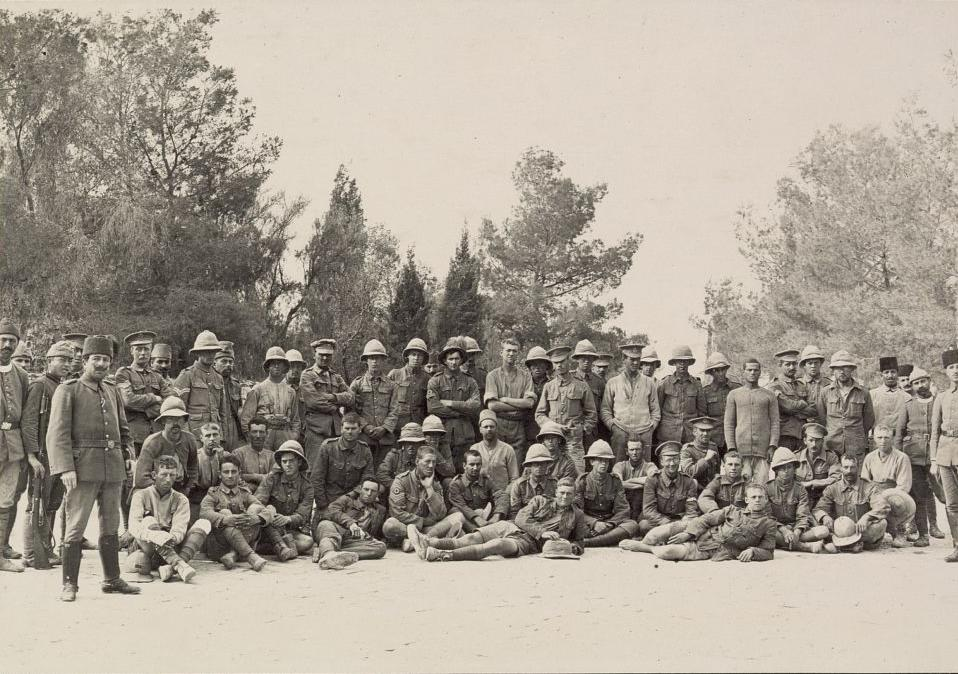
1917年第一次加薩戰役后被奥斯曼军队看守的英国战俘

奥斯曼帝国经常虐待战俘。 1916 年 4 月，美索不达米亚的库特围城战后，约有 11,800 名英国帝国士兵沦为战俘，其中大部分是印度人；4,250 人在囚禁期间死亡。尽管许多人在被俘时身体状况不佳，但奥斯曼军官强迫他们行军 1,100 公里（684 英里）到达安纳托利亚。一名幸存者说：“我们像野兽一样被驱赶；放弃就是死亡。” 

#### 大马士革攻占期间的奥斯曼战俘
本节摘录自《攻占大马士革》（1918 年）§《考卡布战俘营》。
在考卡布，10,000 名囚犯被关押在一座大院里，另外 7,000 名囚犯从埃尔梅泽的一座大院里被转移过来，“情况非常糟糕”。他们最初每天死亡 70 人，后来逐渐减少到 15 人，在 TJ 托德中校的指挥下，第 10 轻骑兵团于 10 月 7 日从贝利少校指挥的第 4 轻骑兵团的两个中队和第 11 轻骑兵团的一个中队手中接管了警卫工作。托德发现“物资匮乏，没有做饭的准备。没有药物，也没有绷带给病人和伤员，其中约 3000 人急需医疗救治。” 
托德将最虚弱的士兵转移到村里的房屋中，提供毯子和叙利亚医生来治疗病人，将战俘组织成由他们自己的军官领导的连队，并制定了卫生安排。军官囚犯中的四名医生开始在大院里工作，但没有人会说英语。第一天埋葬了 69 名死者；第二天埋葬了 170 名。10 月 8 日，收到了五台奥斯曼移动炊具，为病人煮汤。沿着溪流为战俘架设了四个水槽和四个水泵。每天收到的报告都紧急要求提供毯子、药物和消毒剂。10 月 9 日，762 名奥斯曼军官和 598 名其他军衔被派往大院，而没有撤离到约旦。两名翻译于 10 月 10 日抵达，托德中校被任命为大马士革地区战俘指挥官。到第二天，口粮已经相当令人满意，但急需药物、毯子和消毒剂。到 10 月 18 日，第一批 1000 名战俘由公路撤离，他们被分成 100 人一组，由自己的军士负责指挥，其他人也紧随其后。10 月 30 日，雅各布骑兵团报告接替第 10 轻骑兵团，该团于 15:30 出发前往霍姆斯。

### 瑞士的战俘
本节摘录自《第一次世界大战期间瑞士战俘营》。[编辑]
第一次世界大战 期间，瑞士接收了 68,000 名英国、法国和德国的受伤战俘，让他们到山区疗养。要被转移，伤员必须患有残疾，无法继续服兵役，或被拘留超过 18 个月，并且精神健康状况恶化。伤员被从无法应付大量伤员的战俘营转移过来，留在瑞士度过战争。转移由交战国达成协议，并由红十字会组织。总共交换了 219,000 名战俘。

## 意大利战俘
本节摘录自《第一次世界大战中的意大利战俘》。

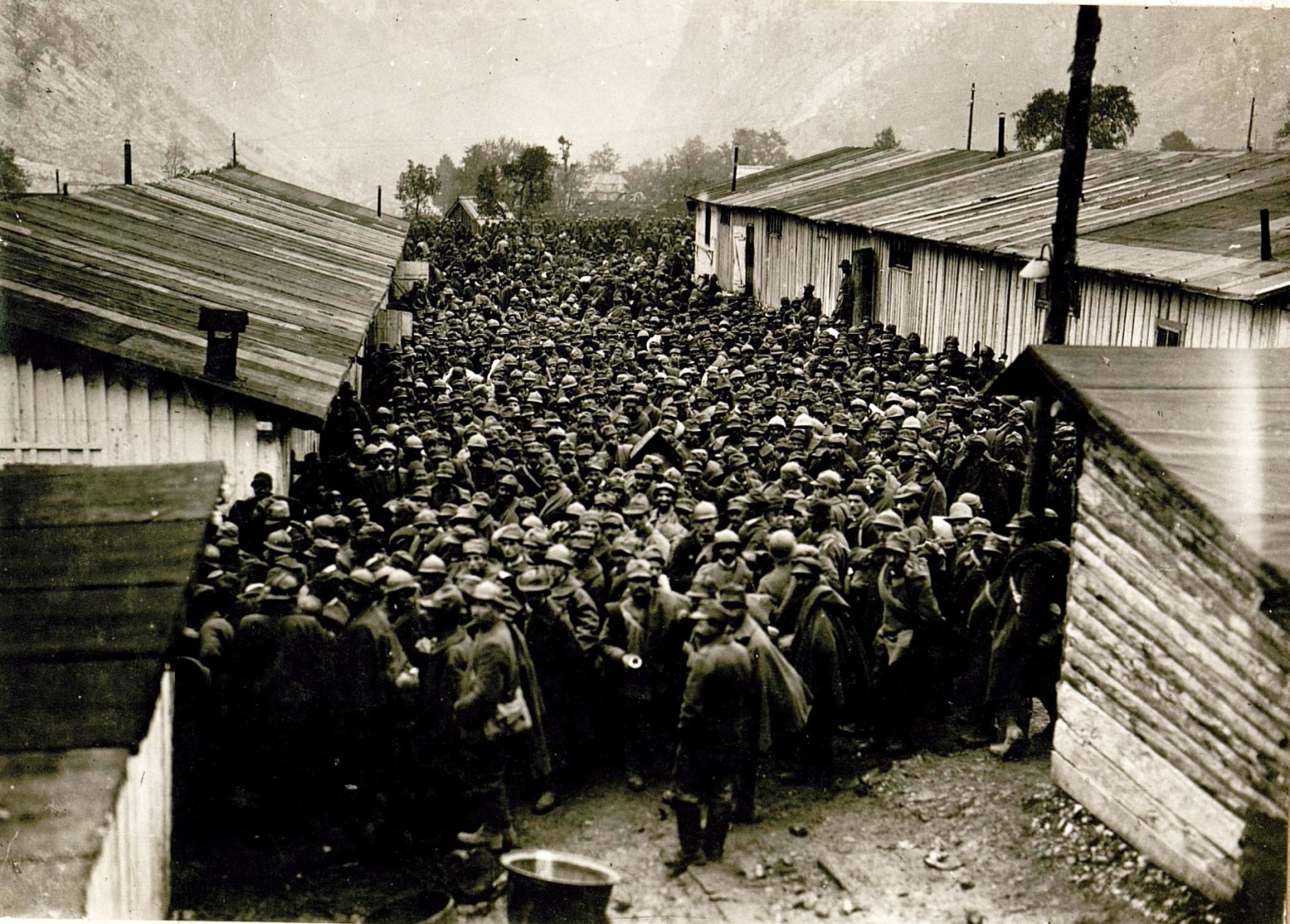
卡波雷托战役后的意大利战俘

第一次世界大战期间，约有 60 万意大利士兵被俘，其中约一半是在卡波雷托战役后被俘的。大约七分之一的意大利士兵被俘，这个数字远远高于西线其他军队。约有 10 万名意大利战俘因困苦、饥饿、寒冷和疾病（主要是肺结核）而再也没有回国。在同盟国中，意大利是唯一一个拒绝协助战俘的国家，甚至阻碍士兵家属向他们寄送食物。因此，意大利战俘的死亡率是奥匈帝国在意大利战俘的九倍。

## 囚犯归来
1918年11月的停战协定规定，盟军战俘可无互惠条件遣返。这种缺乏互惠性的行为违反了1899年《海牙公约》第20条，该条规定：“缔结和平后，战俘应尽速遣返”。英国战俘于11月遣返，法国战俘于1919年1月中旬结束遣返。德国战俘一直被关押在法国，直到1920年初。在红十字会多次向最高战争委员会提出申请后，他们才获释。《布列斯特-立陶夫斯克条约》 规定释放在俄国的奥匈帝国和德国战俘，以及在奥匈帝国和德国的俄罗斯战俘。这次遣返相当缓慢（奥匈帝国共有200万战俘，其中50万返回），而且俄国内战导致部分战俘的遣返时间推迟到1922年。十月革命和内战也推迟了俄国战俘从德国返回的时间。直到1924年，仍有德国战俘被关押在俄国。